# Robert L. Rock
Robert L. Rock, född 8 september 1927 i Alexandria, Indiana, död 9 januari 2013 i Fort Lauderdale, Florida, var en amerikansk demokratisk politiker. Han var Indianas viceguvernör 1965–1969.
Rock tjänstgjorde i USA:s flotta och avlade kandidatexamen vid Indiana University. Robert L. Rock och hustrun Mary Jo fick fyra barn. De gifte sig år 1956.
Rock var ledamot av Indianas representanthus innan han 1964 valdes till viceguvernör. Efter en mandatperiod som viceguvernör nominerades han till guvernörskandidat i valet 1968 som han förlorade. Han var Andersons borgmästare 1972–1980.